# Kirdford
Kirdford är en ort och civil parish i Storbritannien.   Den ligger i grevskapet West Sussex och riksdelen England, i den södra delen av landet, 60 km sydväst om huvudstaden London. Kirdford ligger 27 meter över havet och antalet invånare är 912.
Terrängen runt Kirdford är platt. Runt Kirdford är det ganska tätbefolkat, med 239 invånare per kvadratkilometer. Närmaste större samhälle är Horsham, 15,9 km öster om Kirdford. Trakten runt Kirdford består till största delen av jordbruksmark.